# Конфигурация Сильвестра — Галлаи
Конфигурация Сильвестра — Галлаи состоит из конечного подмножества точек проективного пространства со свойством, что прямая через любые две точки подмножества проходит также по меньшей мере ещё через одну точку подмножества.
Вместо определения конфигурации Сильвестра — Галлаи как подмножества точек проективного пространства её можно определить как абстрактную структуру инцидентности точек и прямых, удовлетворяющую свойствам, что для любой пары точек структура включает ровно одну прямую, содержащую эту пару, и что любая прямая содержит по меньшей мере три точки. В этом более общем виде конфигурации называются схемами Сильвестра — Галлаи. Близкое понятие — матроид Сильвестра, матроид с тем же свойством  отсутствия прямых с двумя точками, что и у конфигурации Сильвестра — Галлаи.

## Вложимость в вещественное и комплексное пространство
Теорема Сильвестра показывает, что в двумерном пространстве, на вещественной проективной плоскости, в евклидовых и проективных пространствах более высоких размерностей, а также в пространствах с координатами из упорядоченного поля могут существовать только одномерные конфигурации Сильвестра — Галлаи — они состоят из трёх или более коллинеарных точек.
Жан-Пьер Серр был воодушевлён этим фактом и примером конфигурации Гессе и спросил, не будут ли в пространствах с комплексными координатами все конфигурации Сильвестра — Галлаи максимум двумерными. Эрдёш повторил вопрос. Келли ответил на вопрос Серра утвердительно. Элкис, Преториус и Сванепоэл упростили доказательство  Келли и доказали, что в пространствах с координатами в кватернионах все конфигурации Сильвестра — Галлаи должны лежать в трёхмерном подпространстве.

## Проективные конфигурации
Моцкин изучал проективные конфигурации, являющиеся также конфигурациями Сильвестра — Галаи. Проективная конфигурация имеет дополнительные требования, что любые две точки имеют равное число прямых, проходящих через них, и что любые две прямые содержат равное число точек на них.
Конфигурации Сильвестра — Галлаи включают, например, аффинные и проективные пространства любой размерности, определённые над конечными полями, и они являются также проективными конфигурациями.
Любой проективной конфигурации можно дать обозначение (pa ℓb), где p — число точек, ℓ — число прямых, a — число прямых, проходящих через точку, а b — число точек на прямой, для которых выполняется равенство pa = ℓb. Моцкин заметил, что для определения схемы Сильвестра — Галлаи для этих параметров необходимо, чтобы b > 2,
p < ℓ (любое множество неколлинеарных точек в проективном пространстве определяет по меньшей мере столько прямых, сколько имеется точек) и чтобы выполнялось следующее дополнительное равенство
{\displaystyle {\binom {p}{2}}={\binom {b}{2}}\ell .}
Левая часть равенства отражает число пар точек, а правая часть отражает число пар, покрытых прямыми конфигурации.
Схемы Сильвестра — Галаи, являющиеся также проективными конфигурациями, являются теми же объектами, что и системы Штейнера с параметрами ST(2,b,p).
Моцкин перечислил некоторые примеры малых конфигураций этого типа:
- 7373, параметры плоскости Фано, проективной плоскости над полем из двух элементов.
- 94123, параметры конфигурации Гессе. Это аффинная плоскость над трёхэлементым полем. Конфигурацию можно реализовать также в комплексных координатах как множество точек перегиба эллиптической кривой.
- 134134, параметры проективной плоскости над трёхэлементым полем.
- 136263, параметры двух 13-элементных систем Штейнера.
- 157353, параметры трёхмерного проективного пространства над двухэлементным полем и 79 других систем троек Штейнера
- 165204, параметры аффинной плоскости над четырёхэлементым полем.
- 215215, параметры проективной плоскости над четырёхэлементым полем.
- 256305, параметры аффинной плоскости над пятиэлементным полем.

Борос, Фюреди и Келли, а также Боковски и Рихтер-Геберт изучали альтернативные геометрические представления схем Сильвестра — Галлаи, в которых точки схемы представляются скрещивающимися прямыми в четырёхмерном пространстве, а каждая прямая схемы представляется гиперплоскостью.
Как семиточечная, так и 13-точечная проективные плоскости имеют представления этого типа.

## Другие примеры
Келли и Нванкпа классифицировали в общем виде все неколлинеарные конфигурации Сильвестра — Галлаи и схемы Сильвестра — Галаи над максимум 14 точками. В эти схемы входят уникальная схема с десятью точками. В схеме некоторые точки принадлежат трём четырёхточечным прямым, другие  принадлежат трём трёхточечным прямым и одной четырёхточечной. Существует также единственная 11-точечная схема Сильвестра — Галлаи, две различные 12-точечные схемы и четыре нерегулярные 13-точечные схемы. Для 14 точек они обнаружили, что опять существует только одна схема Сильвестра — Галлаи.